# Doce puntos de influencia

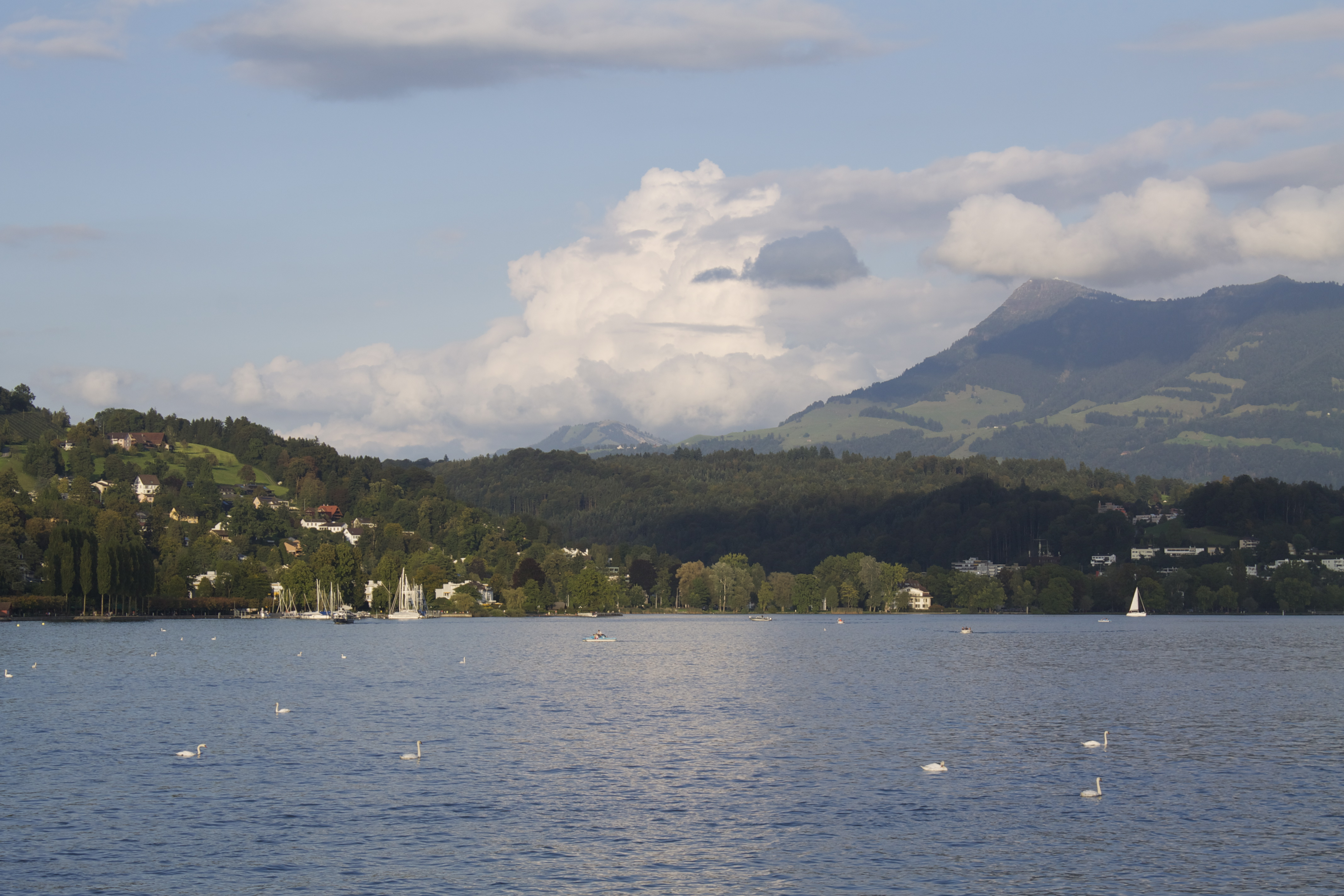
El ecosistema de un lago puede ser un ejemplo en el que es posible apreciar los puntos de influencia sobre su estado de conservación.

Los doce puntos de influencia para intervenir en un sistema fueron propuestos por Donella Meadows, una científica y analista de sistemas centrada en los límites ambientales para el crecimiento económico.

## Historia

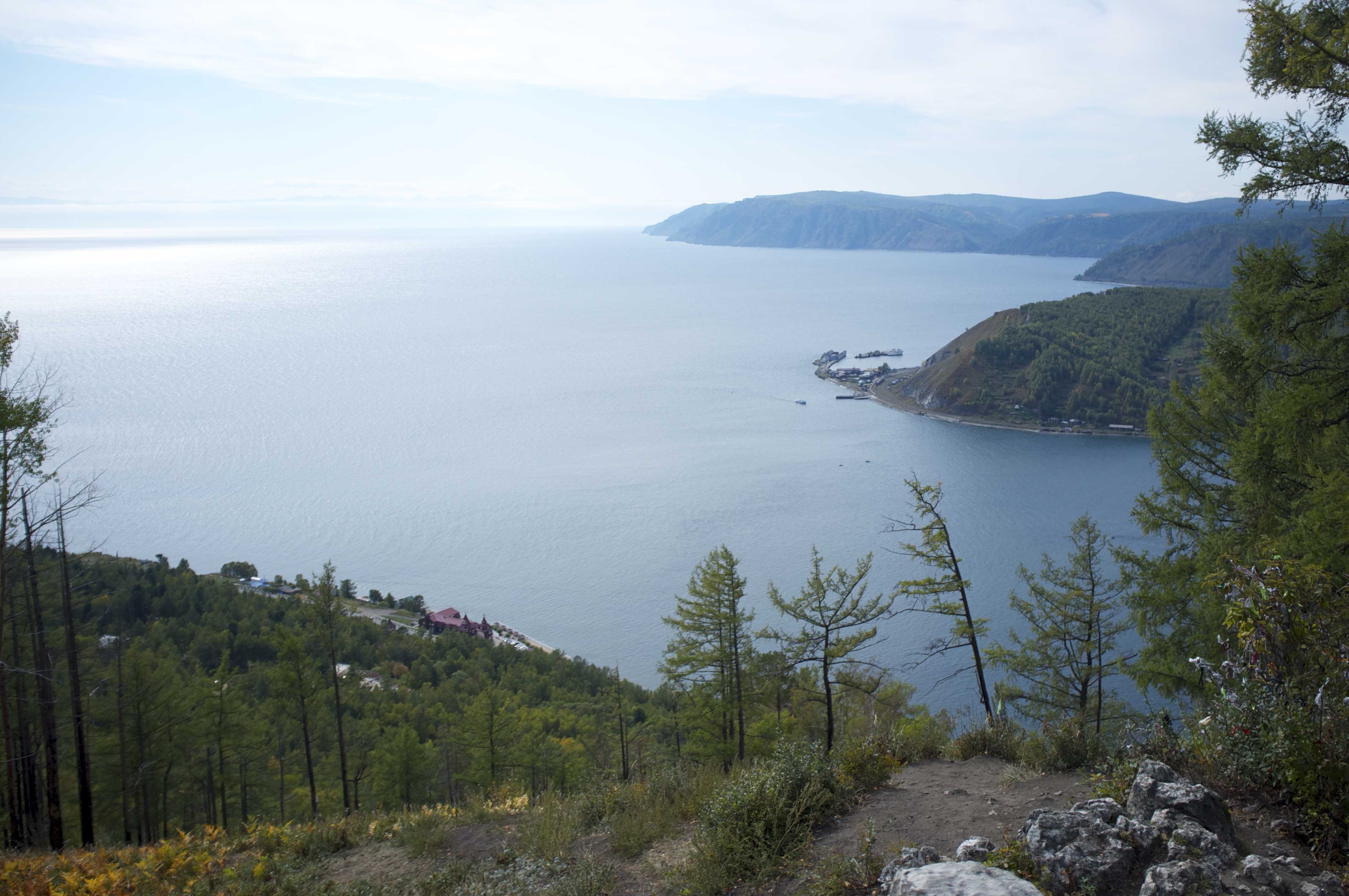
Lago Baikal

Los puntos de influencia, publicados por primera vez en 1997, se inspiraron en su asistencia a una reunión del Tratado de Libre Comercio de América del Norte (TLCAN) a principios de la década de 1990, donde se dio cuenta de que se estaba proponiendo un nuevo sistema muy amplio, pero los mecanismos para administrarlo no eran efectivos. 
Meadows, que había trabajado en el campo del análisis de sistemas, propuso una escala de puntos para intervenir en un sistema. La conciencia y la manipulación de estas palancas es un aspecto de la autoorganización y puede conducir a la inteligencia colectiva. 
Sus observaciones se citan a menudo en la economía de la energía, la economía ambiental y la teoría del desarrollo humano. 

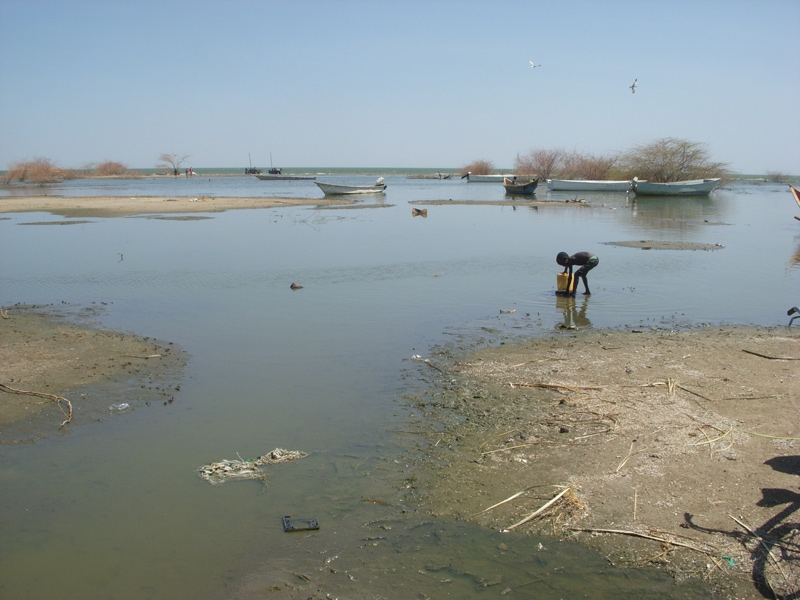
Lago Chad (Poblado de Baga)

Comenzó con la observación de que hay palancas o puntos dentro de un sistema complejo (como una empresa, una ciudad, una economía, un ser vivo, un ecosistema, una ecorregión) donde un "pequeño cambio en una aspecto puede producir grandes cambios en todo" (comparar: restricción en el sentido de la teoría de las restricciones). 
Afirmó que necesitamos saber cómo evolucionan estos cambios, dónde están y cómo usarlos. Dijo que la mayoría de las personas saben instintivamente dónde están esos puntos, pero tienden a ajustarlos en la dirección equivocada. Esta comprensión ayudaría a resolver problemas globales como el desempleo, el hambre, el estancamiento económico, la contaminación, el agotamiento de los recursos y los problemas de conservación. 
Meadows comenzó con una lista de 9 puntos y la amplió a una lista de doce puntos de influencia con explicaciones y ejemplos, para los sistemas en general. 
Describe un sistema en un estado determinado y que contiene un stock, con entradas (cantidades que entran en el sistema) y salidas (cantidades que salen del sistema). En un momento dado, el sistema se encuentra en un cierto estado percibido. También puede haber una meta para que el sistema esté en un estado determinado. La diferencia entre el estado actual y el objetivo es la discrepancia. 
Por ejemplo, una persona podría considerar un lago o embalse, que contiene una cierta cantidad de agua. Las entradas son la cantidad de agua que proviene de los ríos, la lluvia, el drenaje de los suelos cercanos y las aguas residuales de una planta industrial local. Los flujos de salida pueden ser la cantidad de agua utilizada para el riego en el campo de maíz cercano, el agua que toma la planta local para operar, así como el sitio para acampar local, el agua que se evapora en la atmósfera y el exceso de agua cuando el depósito está lleno. Los habitantes locales se quejan de que el nivel del agua está disminuyendo, la contaminación aumenta y el posible efecto de la liberación de agua caliente en el lago sobre la vida (en particular, los peces). Esta es la diferencia entre el estado percibido (contaminación o bajo nivel de agua) y la meta (un lago no contaminado).

## Puntos necesarios para intervenir en un sistema
Los siguientes puntos están en orden decreciente de efectividad. 

### 1. Poder para trascender paradigmas.
Trascender los paradigmas puede ir más allá de desafiar supuestos fundamentales, en el ámbito de cambiar los valores y prioridades que conducen a los supuestos, y poder elegir entre conjuntos de valores a voluntad. 
Hay personas que hoy en día ven a la Naturaleza como una reserva de recursos para ser convertidos por el propósito humano. La población nativa americana ve la Naturaleza como un dios viviente, para ser amado, adorado y con el que conviven. Estos puntos de vista son incompatibles, pero quizás otro punto de vista podría incorporarlos a ambos, junto con otros.

### 2. La mentalidad o paradigma de la que surge el sistema—sus objetivos, estructura, reglas, retrasos, parámetros—
Un paradigma social es una idea, una suposición no declarada compartida o un sistema de pensamiento que es la base de estructuras sociales complejas. Los paradigmas son muy difíciles de cambiar, pero no hay límites para el cambio de paradigma. Meadows indica que los paradigmas pueden cambiarse de forma repetida y consistente, señalando anomalías y fallas en el paradigma actual a aquellas personas con mentes abiertas. 
Un paradigma actual es "La naturaleza es un stock de recursos para convertirlos por propósitos humanos". ¿Qué podría pasar con el lago citado si esta idea colectiva hubiera cambiado?

### 3. Objetivos del sistema
Los objetivos cambiantes cambian todos los elementos enumerados anteriormente: parámetros, ciclos de retroalimentación, información y autoorganización. 
Una decisión del consejo de la ciudad podría ser cambiar el objetivo del lago y convertirlo en una instalación gratuita para uso público y privado, en una instalación más orientada al turismo o en un área de conservación. Ese cambio de objetivo afectará a varios de los puntos de influencia: la información sobre la calidad del agua será obligatoria y se establecerá un castigo legal para cualquier efluente ilegal.

### 4. Poder para agregar, cambiar, evolucionar o autoorganizar la estructura del sistema
La autoorganización describe la capacidad de un sistema para cambiarse a sí mismo mediante la creación de nuevas estructuras, la adición de nuevos ciclos de retroalimentación positiva y negativa, la promoción de nuevos flujos de información o la creación de nuevas reglas. 
Por ejemplo, los microorganismos tienen la capacidad de no solo cambiar para adaptarse a su nuevo medio ambiente contaminado, sino también de experimentar una evolución que les permita biodegradar o bioacumular los contaminantes químicos. Esta capacidad de parte del sistema para participar en su propia evolución ecológica es un importante condicionante para el cambio.

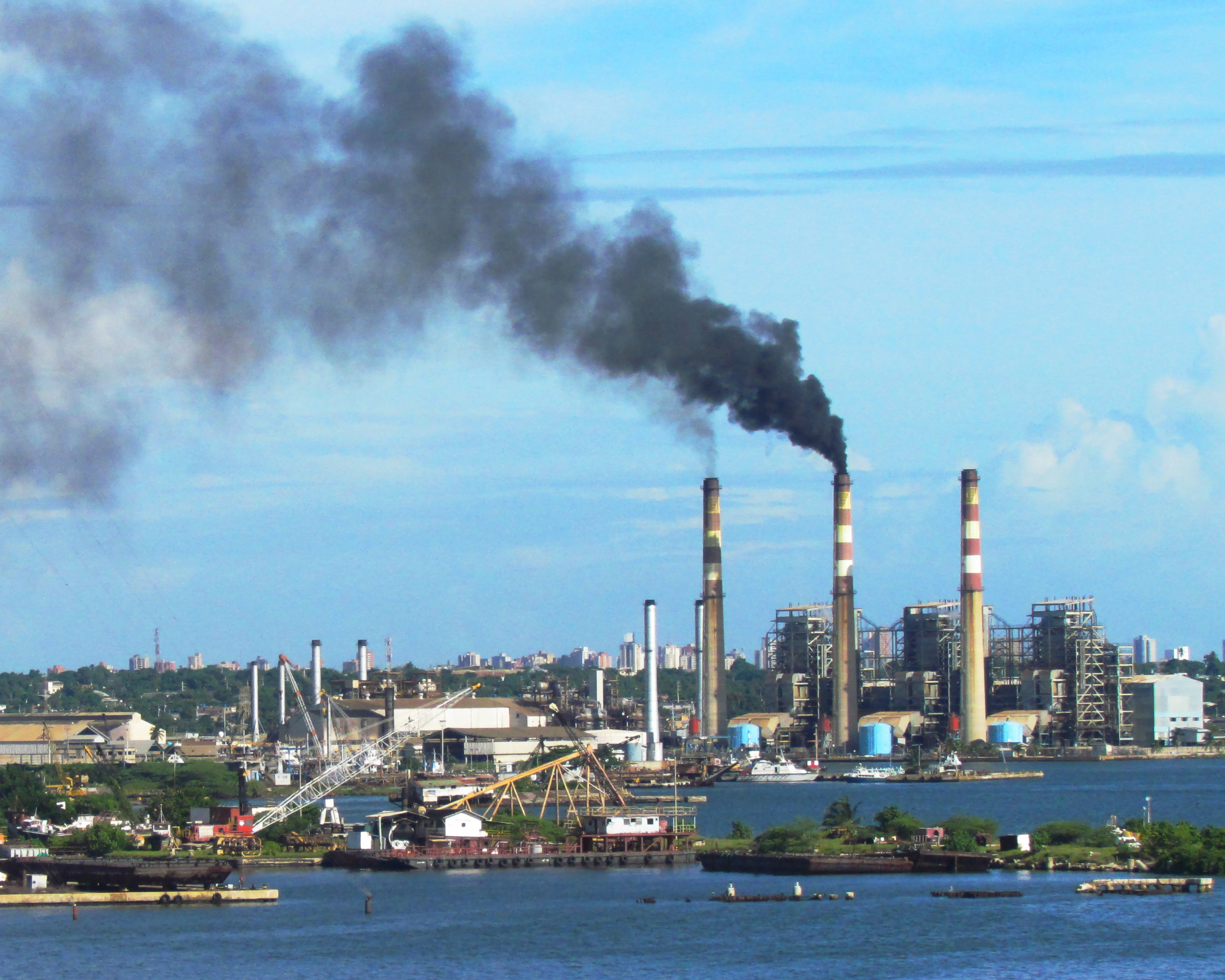
Planta Termoeléctrica en Maracaibo

### 5. Reglas del sistema (tales como incentivos, castigos, restricciones)
Hay que poner atención a las reglas, y a quien las hace. 
Por ejemplo, un fortalecimiento de la ley relacionado con los límites de liberación de productos químicos, o un aumento en el monto del impuesto por cualquier agua que contenga un contaminante dado, tendrá un efecto muy fuerte en la calidad del agua del lago.

### 6. Estructura del flujo de información (quién tiene y no tiene acceso a qué tipo de información)
El flujo de información no es un parámetro, ni un bucle de refuerzo o desaceleración, sino un bucle que entrega información nueva. Es más barato y más fácil cambiar los flujos de información que cambiar la estructura. 
Por ejemplo, un informe público mensual sobre el nivel de contaminación del agua, especialmente acerca de la descarga industrial, podría tener un gran efecto en las opiniones de la gente con respecto a la industria y provocar cambios en el nivel de contaminación de las aguas residuales.

### 7. Ganancias en torno a la conducción de bucles de retroalimentación positiva
Un circuito de retroalimentación positiva acelera un proceso. Meadows indica que en la mayoría de los casos, es preferible ralentizar un ciclo positivo, en lugar de acelerar uno negativo. 
La eutrofización de un lago es un circuito de retroalimentación típico que tiende al estado salvaje. En un lago eutrófico (lo que significa que está bien nutrido), se puede soportar una gran cantidad de vida (peces incluidos).
Un aumento de nutrientes conducirá a un aumento de la productividad, el crecimiento del fitoplancton primero, agotando la mayor cantidad de nutrientes posible, seguido del crecimiento del zooplancton, alimentándose de los primeros y aumentando la población de peces. Cuantos más nutrientes disponibles haya, mayor será la productividad. Cuando los organismos del plancton mueren, caen al fondo del lago, donde su materia es degradado por los descomponedores.
Sin embargo, esta degradación utiliza el oxígeno disponible, y en presencia de enormes cantidades de materia orgánica para degradarse, el medio se vuelve anóxico progresivamente (no hay más oxígeno disponible). Con el tiempo, toda la vida dependiente del oxígeno muere, y el lago se convierte en un lugar anóxico maloliente donde no se puede soportar la vida (en particular, ningún pez).

### 8. Fuerza de los bucles de retroalimentación negativa, en relación con el efecto que están tratando de corregir
Un circuito de retroalimentación negativa ralentiza un proceso y tiende a promover la estabilidad. El bucle mantendrá al stock cerca de la meta, gracias a los parámetros, la precisión y la velocidad de la retroalimentación de la información y el tamaño de los flujos de corrección. 
Por ejemplo, una forma de evitar que el lago se contamine más y más podría ser mediante el establecimiento de un gravamen adicional en la planta industrial basado en las concentraciones medidas de su efluente. Supongamos que la administración de la planta tiene que pagar en un fondo de administración de agua, semanalmente o mensualmente, dependiendo de la cantidad real de desechos que se encuentran en el lago. En este caso, recibirán un beneficio directo no solo de reducir su producción de desechos, sino de reducirlos lo suficiente como para lograr el efecto deseado de reducir las concentraciones en el lago. No pueden beneficiarse de "hacer daño más lentamente", solo de ayudar realmente. Si reducir las emisiones, incluso a cero, es insuficiente para permitir que el lago purgue naturalmente los desechos, entonces todavía estarán interesados en la limpieza. Esto es similar al sistema "Superfund" de EE. UU. Y sigue el principio ampliamente aceptado de "quien contamina paga".

### 9. Duración de los retrasos, en relación con la tasa de cambios del sistema.
La información recibida demasiado rápido o demasiado tarde puede causar una reacción excesiva o insuficiente, incluso oscilaciones. 
Por ejemplo, el ayuntamiento está considerando construir una planta de tratamiento de aguas residuales. Sin embargo, la planta tardará 5 años en construirse y durará unos 30 años. La primera demora evitará que el agua se limpie dentro de los primeros 5 años, mientras que la segunda demora hará que sea imposible construir una planta con la capacidad adecuada.

### 10. Estructura de las existencias y flujos de materiales (como la red de transporte, las estructuras de edad de la población)
La estructura de un sistema puede tener un enorme efecto en las operaciones, pero puede ser difícil o prohibitivamente costoso cambiarla. Las fluctuaciones, limitaciones y cuellos de botella pueden ser más fáciles de abordar. 
Por ejemplo, a los habitantes les preocupa que su lago se contamine, ya que la industria libera contaminantes químicos directamente en el agua sin ningún tratamiento previo. Es posible que el sistema necesite que el agua usada se desvíe a una planta de tratamiento de aguas residuales, pero esto requiere la reconstrucción del sistema subterráneo de agua usada (lo que podría ser bastante costoso).

### 11. El tamaño de los depósitos y otras existencias estabilizadoras, en relación con sus flujos.
La capacidad de un depósito para estabilizar un sistema es importante cuando la cantidad de stock es mucho mayor que la cantidad potencial de entradas o salidas. En el lago, el agua es el amortiguador: si hay mucho más que entrada / salida, el sistema se mantiene estable. Los depósitos pueden mejorar un sistema, pero a menudo son entidades físicas cuyo tamaño es crítico y no se pueden cambiar fácilmente. 
Por ejemplo, a los habitantes les preocupa que los peces del lago puedan morir como consecuencia de la liberación de agua caliente directamente en el lago sin ningún enfriamiento previo.
Sin embargo, el agua en el lago tiene una gran capacidad de almacenar calor, por lo que es un amortiguador térmico fuerte. Siempre que la liberación se realice a una profundidad lo suficientemente baja, bajo la termoclina, y que el volumen del lago sea lo suficientemente grande, la capacidad de amortiguación del agua podría evitar la extinción provocada por el exceso de temperatura.

### 12. Constantes, parámetros, números (tales como subsidios, impuestos, normas)
Los parámetros son los puntos de menor influencia. Aunque son los más claramente percibidos entre todas las influencias, rara vez cambian los comportamientos y, por lo tanto, tienen poco efecto a largo plazo. 
Por ejemplo, los parámetros climáticos no se pueden cambiar fácilmente (la cantidad de lluvia, la tasa de evapotranspiración, la temperatura del agua), pero son los primeros en los que la gente piensa (recuerdan que en su juventud, sin duda estaba lloviendo más) . Estos parámetros son de hecho muy importantes. Pero incluso si se cambian (mejora de la corriente del río superior para canalizar el agua entrante), no cambiarán mucho el comportamiento del ecosistema.